# Ботошешти-Паја
Ботошешти-Паја (рум. Botoşeşti-Paia) насеље је и општина у Румунији у жупанији Долж. Oпштина се налази на надморској висини од 234 m.

## Становништво
Према подацима из 2002. године у насељу је живело 1005 становника, од којих су сви румунске националности.

### Хронологија
| Година       | 1992 | 1993 | 1994 | 1995 | 1996 | 1997 | 1998 | 1999 | 2000 | 2001 | 2002 | 2003 | 2004 | 2005 | 2006 | 2007 | 2008 | 2009 | 2010 | 2011 | 2012 | 2013 | 2014 | 2015 | 2016 | 2017 |
| ------------ | ---- | ---- | ---- | ---- | ---- | ---- | ---- | ---- | ---- | ---- | ---- | ---- | ---- | ---- | ---- | ---- | ---- | ---- | ---- | ---- | ---- | ---- | ---- | ---- | ---- | ---- |
| Становништво | 1232 | 1205 | 1166 | 1132 | 1092 | 1072 | 1035 | 1017 | 1016 | 993  | 979  | 961  | 939  | 912  | 899  | 894  | 893  | 858  | 822  | 794  | 780  | 746  | 728  | 715  | 714  | 695  |